# Garmt Kieft
Garmt Arend Kieft ('t Zandt, 18 maart 1913 - Groningen, 30 augustus 1998) was een Nederlands politicus voor de ARP. 
Garmt (ook wel Gar) Kieft doorliep de 5-jarige HBS in Meppel en volgde daarna een opleiding in het notariaat en een opleiding tot surmunerair der registers en domeinen. Van 1942 tot 1946 werkte hij als zodanig op Tholen. Van 1946 tot 1953 was hij hoofdinspecteur der Rijksbelastingen in Utrecht. Vanaf 1953 werkte hij op het Ministerie van Financiën te Den Haag. Hij werd in 1954 lid van de gemeenteraad van Utrecht, waarin hij tot 1962 zitting zou hebben. In 1958 werd hij ook gekozen als lid van de Tweede Kamer wat hij tot 1971 bleef. Hij hield zich als Kamerlid vooral bezig met financiën (fiscale zaken), gemeentefinanciën, ambtenarenzaken, buitengewone pensioenen, defensie (personeel), cultuur (omroep) en recreatie (sport), en Koninkrijkszaken. Hij hoorde in 1967 tot de minderheid van zijn fractie die vóór een motie-Voogd over afschaffing van keuring van tv-films stemde.
Van 1962 tot 1978 was hij tevens secretaris van de NCRV.
- Biografisch Portaal: 33824357
- International Standard Name Identifier: 0000 0003 9368 1513
- Nederlandse Thesaurus van Auteursnamen: 067684769
- Parlement.com: vg09ll28ocqp
- Virtual International Authority File: 287994686
- WorldCat: E39PBJgCHDRMFgftpkMdJkmKh3